# Atrophaneura semperi
Atrophaneura semperi là một loài bướm ngày thuộc họ Papilionidae. Loài này phân bố ở Indonesia, Malaysia và Philippines.
Sải cánh dài 12–15 cm. Cánh màu đen. Thân có lông đỏ. Phía dưới cánh sau có một số mảng đỏ. Con cái có màu nâu đậm với các mảng màu hồng sáng ở phía trên cánh. Ấu trùng ăn loài Aristolochia.

## Phân loài
Loài này có các phân loài sau:
- Atrophaneura semperi semperi (Philippines: Camiguin de Luzon, Polillo)
- Atrophaneura semperi aphthonia (Rothschild, 1908) (Philippines: Camiguin de Mindanao, Dinagar, Mindanao, Siargao)
- Atrophaneura semperi melanotus (Staudinger, 1889) (Philippines: Palawan, Calamian group)
- Atrophaneura semperi albofasciata (Semper, 1892) (Philippines: Mindoro)
- Atrophaneura semperi supernotatus (Rothschild, 1895) (Philippines: Bohol, Cebu, Leyte, Panaon, Samar)
- Atrophaneura semperi baglantis (Rothschild, 1908) (Philippines: Negros)
- Atrophaneura semperi imogene Schröder & Treadaway, 1979 (Philippines: Sibuyan)
- Atrophaneura semperi lizae Schröder & Treadaway, 1984 (Philippines: Panay)
- Atrophaneura semperi sorsogona Page & Treadaway, 1996 (Philippines: đông nam Luzon)
- Atrophaneura semperi justini Page & Treadaway, 2003 (Philippines: Masbate)

## Hình ảnh

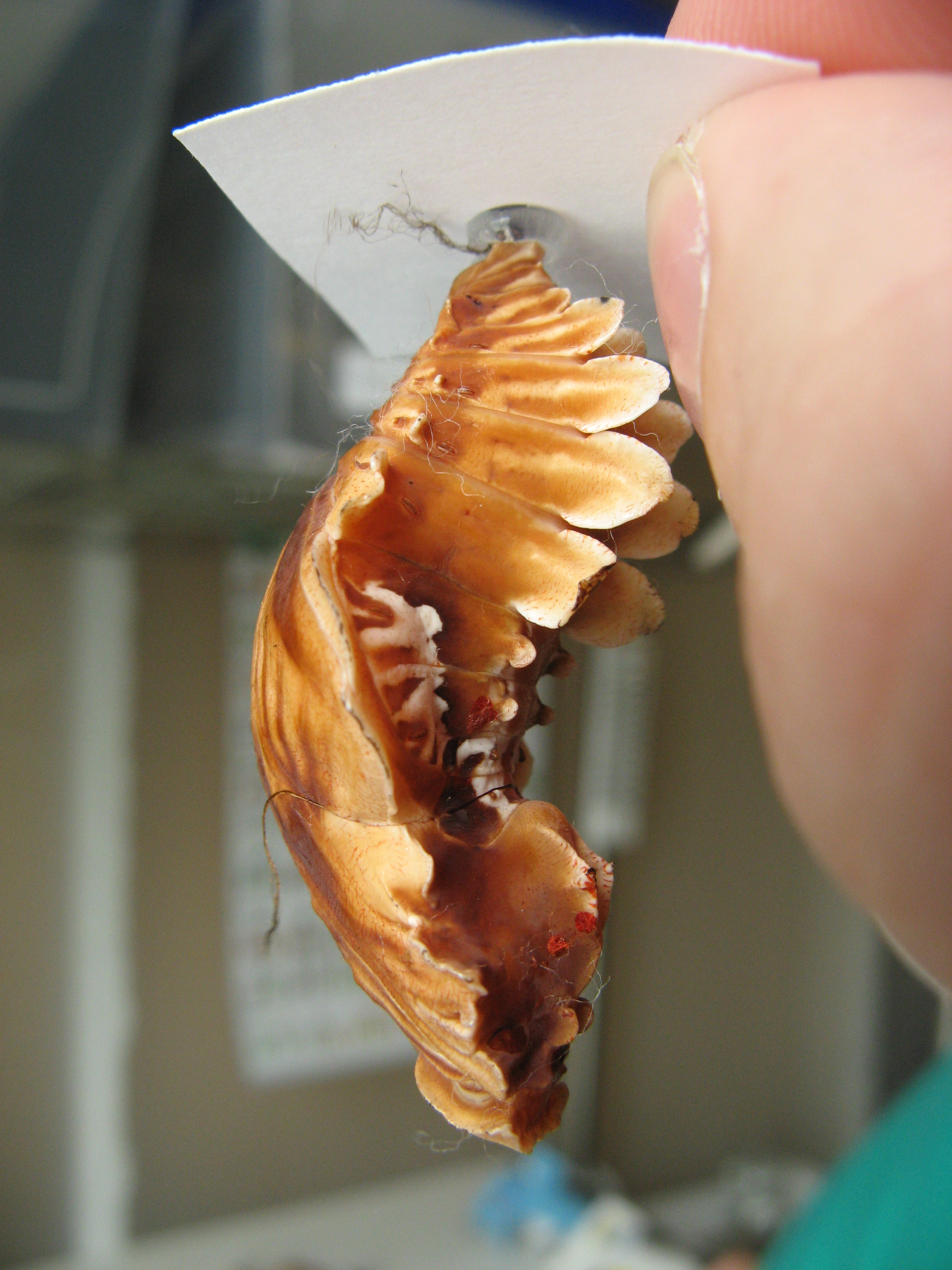
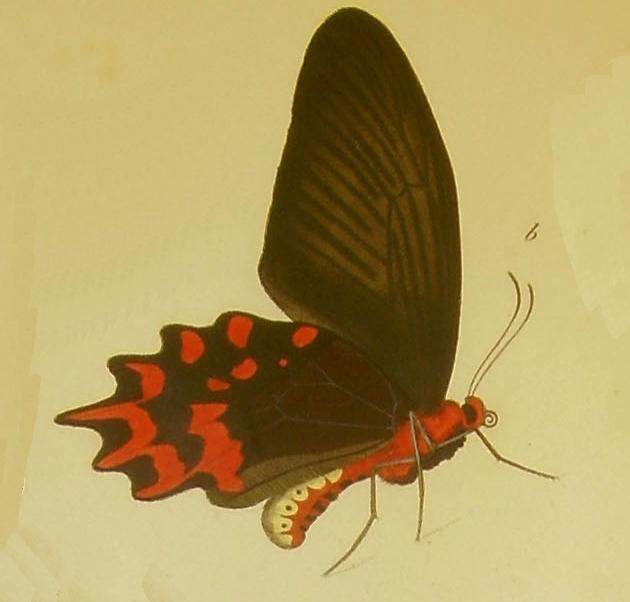
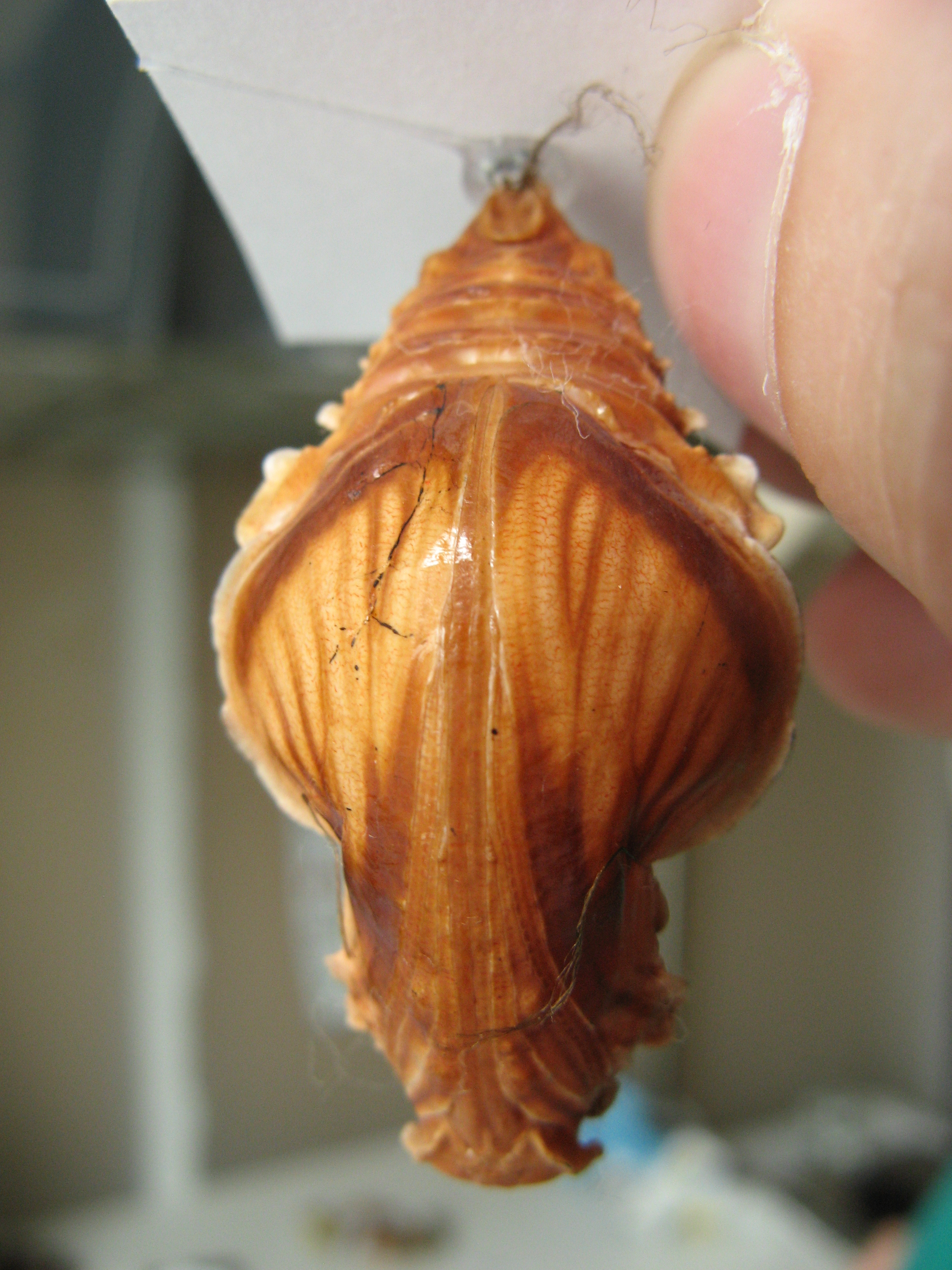
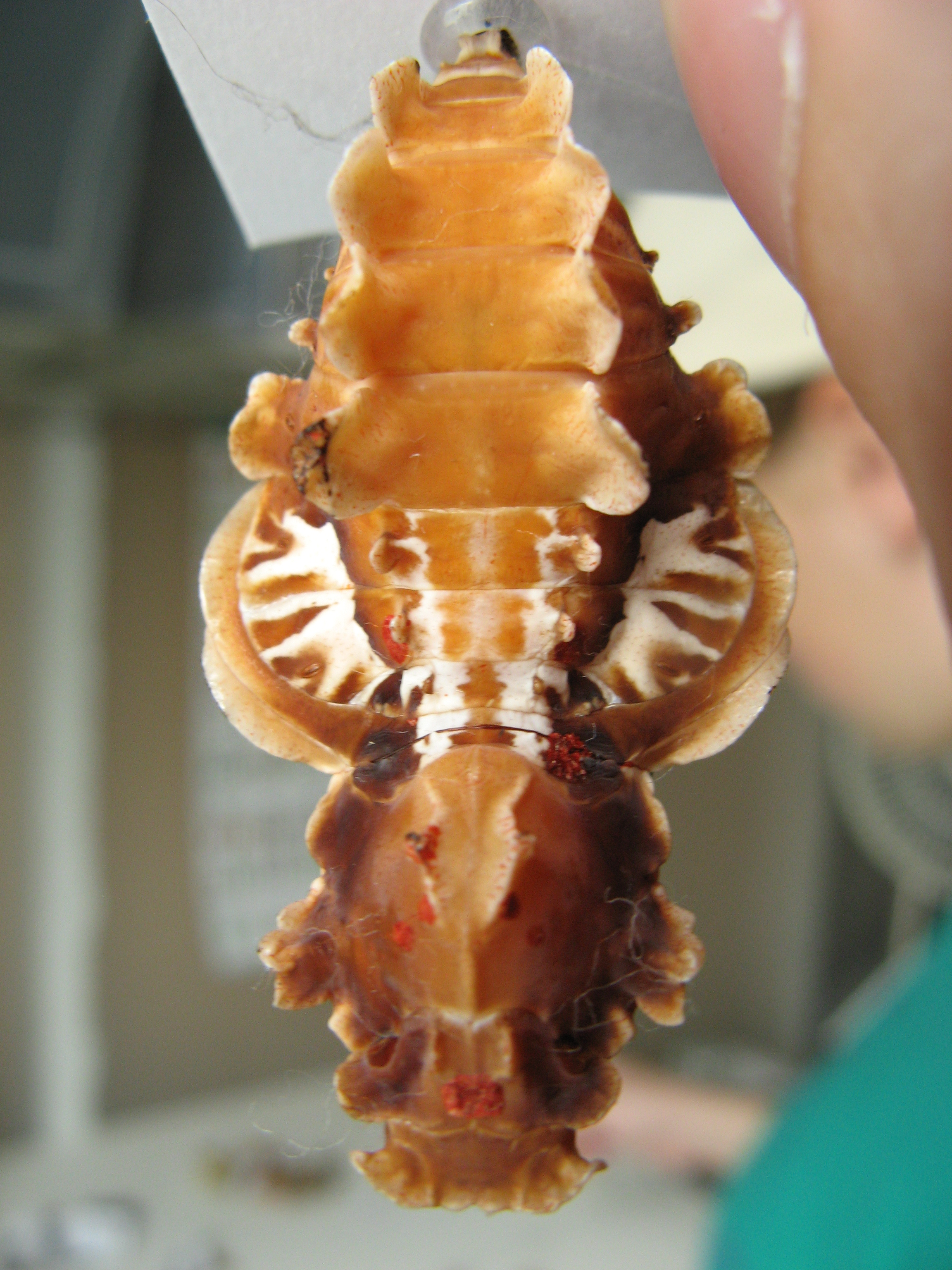